# Пензенское водохранилище
Пензенское, иначе Сурское водохранилище расположено в Пензенской области образовано на слиянии рек Суры и Узы в 1976—1979 гг., в 10,5 км юго-восточнее города Пензы, на расстоянии 629 км от устья и является крупнейшим водоёмом как Пензенской области, так и Сурского бассейна в целом. Создано для обеспечения водой населения Пензы, Заречного, а также промышленных и сельскохозяйственных нужд, а также в рыбохозяйственных целях.
Основные параметры водохранилища:
- длина — 32 км, ширина — 3 км,
- полный объём — 560 млн м³; полезный объём — 490 млн м³;
- площадь зеркала при нормальном подпорном уровне — 110 км²;
- средняя глубина — 5,1 м; наибольшая глубина — 17 м

Характеристика плотины:
- Земляная плотина длиной 2960 м — намывные песчаные грунты, в составе правобережной части — суглинистое ядро, в составе левобережной части — шпунтовая противофильтрационная завеса.
- Верховой откос закреплён сборными железобетонными плитами.
- Низовой откос крепится засевом травы по слою растительного грунта.
- По гребню плотины проложена асфальтовая автодорога.
- Длина бетонной водосливной плотины — 120 м (7 пролётов по 14 м)
- Донный выпуск — 2 железобетонные трубы сечением 1,5*1,5 м.
- Высота башни управления затворами — 18 м.
- Пропускная способность водосброса — 4100 м³/сек[3]

Строительство водохранилища и заполнение осуществлялось с 1970 по 1978 годы. Начальником штаба строительства был председатель Пензенского облисполкома Виктор Дорошенко. Введено в эксплуатацию 29 декабря 1978 года. В 2004 году введена в действие малая ГЭС с установленной мощностью 0,2 МВт.

## Климат
Климат района расположения водохранилища умеренно континентальный, со снежной умеренно холодной зимой и теплым летом. Продолжительность безморозного периода составляет 135 дней (в среднем с 11 мая до 24 сентября). Средняя дата появления устойчивого снежного покрова 28 ноября, сход 9 апреля. Среднегодовое количество осадков составляет 460 мм, из них приходится на теплый период года (апрель — октябрь) — 297 мм.

## Гидробиологическая характеристика
Видовой состав фитопланктона Пензенского водохранилища представлен 147 видами, разновидностями и формами, в том числе: 21 — сине-зелёных, 63 — диатомовых, 44 — зелёных и 19 — пирофитовых водорослей.
Зоопланктонное сообщество представлено Rotatoria, Cladocera, Copepoda. Видовой состав зоопланктона, по отрогам водохранилища не имеет существенных различий. На всех станциях встречались Asplanchna priodonta, Keratella cochlearis, Keratella quadrata, Polyarthra dolichoptera, Polyarthra major, Pompholyx complanata, Bosmina coregoni, Chydorus sphaericus, Daphnia cucullata, Daphnia galeata, Diaphanosoma brachiurum, Eudiaptomus gracilis, Acanthocyclops americanus, Mesocyclops leuckartii, Thermocyclops oithonoides. Основную долю численности зоопланктонного сообщества на всех станциях составляют циклопоиды. По большинству показателей зоопланктонного сообщества Пензенское водохранилище можно охарактеризовать как водоём мезотрофного типа.
Всего в водоеме отмечается 226 вида макрозообентонтов. На водохранилище летом и осенью 2006—2007 гг. в отобранных пробах обнаружено 17 видов макрозообентонтов: Oligochaeta — 4 вида, Bivalvia — 1 вид, Gastropoda — 2 вида, Hydracarina — 1 вид, Chironomidae — 8 видов, прочие Diptera — 1 вид.
В Пензенском водохранилище обитает 33 вида рыб. Преимущественно это виды бореально-равнинного (11 видов) и понто-каспийского (10 видов) фаунистических комплексов. В последние годы в ихтиофауне водохранилища обнаружено 3 новых вида: подуст, горчак и сибирская щиповка. Нахождение ещё двух других видов, белоперого пескаря и ротана-головешки, весьма вероятно. Ведущим фактором, обуславливающим численность и видовой состав рыбного населения водоёма, является зарегулирование стока Суры.
- Acipenser ruthenus (отмечался до зарегулирования стока Суры)
- Acipenser ruthenus (волжская популяция, объект аквакультуры)
- Esox lucius
- Abramis brama
- Abramis sapa
- Abramis ballerus (отмечался до зарегулирования стока Суры)
- Alburnus alburnus
- Aristichthys nobilis (объект аквакультуры)
- Aspius aspius
- Blicca bjoerkna
- Carassius gibelio
- Chodrostoma variabile
- Ctenopharyngodon idella (объект аквакультуры)
- Cyprinus carpio
- Hypophthalmichthys molitrix
- Gobio volgensis
- Leucaspius delineatus
- Squalius cephalus
- Leuciscus idus
- Pelecus cultratus (отмечался до зарегулирования стока Суры)
- Leuciscus leuciscus
- Romanogobio albipinnatus
- Rhodeus amarus
- Rutilus rutilus
- Scardinius erytrophthalmus
- Tinca tinca
- Ictiobus cyprinellus (объект аквакультуры)
- Barbatula barbatula
- Cobitis melanoleuca
- Cobitis taenia
- Misqurnus fossilis
- Silurus glanis
- Perccottus glehni (наличие под вопросом)
- Lota lota
- Gymnocephalus cernua
- Perca fluviatilis
- Sander lucioperca
- Sander volgense (отмечался до зарегулирования стока Суры)
- Syngnathus abaster (наличие под вопросом)